# Барбарис Пуаре
Барбарис Пуаре (лат. Berberis  poiretii) — кустарник, вид рода Барбарис (Berberis) семейства Барбарисовые (Berberidaceae).
Очень декоративный кустарник с раскидистыми ветвями, особенно во время плодоношения, с густыми кистями ярких плодов. В культуре мало известен.

## Распространение и экология
В природе ареал вида охватывает Китай и Корею.
Произрастает на песчанистых горных склонах и на речных песках.

## Ботаническое описание
Кустарник высотой до 1,5—2 м, с красновато-бурыми, блестящими, желобчато-узловатыми, густо облиственными побегами.
Листья плотные, кожистые, узколанцетные или линейно-лопатчатые, длиной 1,5—4 см, цельнокрайные, острые с обоих концов, с обеих сторон ярко-зелёные, с редкой сетью жилок. Колючки обычно простые, короткие, длиной не более 1 см, редко трёхраздельные, иногда совсем отсутствуют.
Кисти 8—14-цветковые, длиной до 4,5 см, цветоножки длиной до 4,5 мм. Цветки диаметром 6 мм, ярко-жёлтые; чашелистики с обратной стороны ярко-красные. Завязь с одной семяпочкой.
Ягоды продолговато-яйцевидные, тёмно-красные, длиной около 1 см.
Цветёт в мае — июне. Плодоносит в сентябре — октябре.

## Таксономия
Вид Барбарис Пуаре входит в род Барбарис (Berberis) трибы Барбарисовые (Berberideae) подсемейства Барбарисовые (Berberidoideae) семейства Барбарисовые (Berberidaceae) порядка Лютикоцветные (Ranunculales).
|  |                       |  |                                          |                                          |                           |  | ещё 1 подсемейство (согласно Системе APG II) | ещё 1 подсемейство (согласно Системе APG II) |                                       |  |  |  | ещё 11—14 родов         | ещё 11—14 родов    |  |  |
|  |                       |  |                                          |                                          |                           |  | ещё 1 подсемейство (согласно Системе APG II) | ещё 1 подсемейство (согласно Системе APG II) |                                       |  |  |  | ещё 11—14 родов         | ещё 11—14 родов    |  |  |
|  |                       |  |                                          | семейство Барбарисовые                   |                           |  |                                              |                                              | триба Барбарисовые                    |  |  |  |                         | вид Барбарис Пуаре |  |  |
|  |                       |  |                                          | семейство Барбарисовые                   |                           |  |                                              |                                              | триба Барбарисовые                    |  |  |  |                         | вид Барбарис Пуаре |  |  |
|  | порядок Лютикоцветные |  |                                          |                                          | подсемейство Барбарисовые |  |                                              |                                              | род Барбарис                          |  |  |  |                         |                    |  |  |
|  | порядок Лютикоцветные |  |                                          |                                          |                           |  |                                              |                                              |                                       |  |  |  |                         |                    |  |  |
|  |                       |  | ещё 9 семейств (согласно Системе APG II) | ещё 9 семейств (согласно Системе APG II) |                           |  |                                              | ещё 1 триба (согласно Системе APG II)        | ещё 1 триба (согласно Системе APG II) |  |  |  | ещё от 450 до 600 видов |                    |  |  |
|  |                       |  |                                          | ещё 9 семейств (согласно Системе APG II) |                           |  |                                              |                                              | ещё 1 триба (согласно Системе APG II) |  |  |  |                         |                    |  |  |